# Búza Gábor (politikus)
Búza Gábor (Arad, 1971. május 20. – 2010. december) romániai magyar politikus, ügyvéd, 2004 és 2008 között az Arad megyei Önkormányzat alelnöke volt.

## Életrajz
Az általános iskolát Aradon, a Mosóczy-telep-i 13-as számú általános iskolában végezte (ma Aron Cotruş). A gimnáziumot az aradi 11-es Ipari Líceumban (ma Csiky Gergely Iskolacsoport). Egyetemi diplomát a kolozsvári „Babeş-Bolyai” Egyetem adott, négyéves, Aradon, a „V. Goldiş” Egyetemen elvégzett jogi tanulmányok után (1991-1995).
1996 és 2004 között ügyvédként tevékenykedett Aradon, majd ezt követően négy évet, mint alelnök, a Megyei Tanácsnál. A megyei RMDSZ szervezetben 1994 és 1997, majd 1999-2008 között alelnök volt. A 2008-as romániai parlamenti választásokon az RMDSZ jelöltjeként indult Arad megye 4. választókörzetében, de nem szerzett mandátumot.